# Камгорт
Камгорт — село в Чердынском районе Пермского края. Входит в состав Вильгортского сельского поселения.

## Географическое положение
Расположено на правом берегу реки Колва, примерно в 3 км к северо-востоку от центра поселения, села Вильгорт, и в 22 км к северу от районного центра, города Чердынь.

## Население
| 2010 |
| ---- |
| 152  |

## Улицы[2]
- Верхняя ул.
- Нижняя ул.
- Средняя ул.
- Центральная ул.

## Топографические карты
- Лист карты P-40-125,126 Чердынь. Масштаб: 1 : 100 000. Указать дату выпуска/состояния местности.

## Прочие сведения
В 2006—2009 годах около Камгорта проходил фестиваль «Сердце Пармы». В 2010 году инициатор фестиваля писатель Алексей Иванов после конфликта с властями Пермского края отказался от участия в мероприятии, поэтому в 2010—2015 годах около Камгорта проводился ежегодно фестиваль «Зов Пармы».
В Камгорте во Введенской церкви в 1885 году служил священник Алексей Архангельский (1864—1918), в будущем священномученик.